# 三暗刻
三暗刻是麻将的一种和牌形式，日本麻將為2翻，台灣麻將為2台，廣東麻雀為5番或7番，國標麻將為16分。在手牌中有3个暗刻（其中可以混有暗槓）时成立。

## 概要
只要有3個暗刻（包含暗槓）就成立，剩下的一個面子可以是順子，也可以通過吃碰完成。常常和對對和複合，和立直·門前清自摸和的覆合也很多。

## 例子
（例）可能是三暗刻，也可能是四暗刻的情况
和的雙碰聽牌。如果自摸是四暗刻，榮和是三暗刻·對對和的覆合。
（例）確定三暗刻的情况
听的三暗刻。如果这局牌开始不久，或者必须赢的比较多，可以考虑转变成四暗刻，而放过。在这个例子中，如果能摸到或者就变成四暗刻的听牌，摸到的话是四暗刻单騎的听牌。
（例）双碰听牌的情况
如果能自摸或者，三暗刻就成立。如果榮胡就只有斷么九。
（例）需要小心的三暗刻
如果來的是，那麽無論是榮和還是自摸，三暗刻都成立。如果別家打出就只有斷么九。